# 瀬川さとし
瀬川さとし（せがわ さとし、1940年2月8日 - ）は、青森県内（特に県南地方）を中心に活動しているローカルタレント。通称「南部のさとちゃん、瀬川さとし」や「さとちゃん」。地元芸能プロダクションのKプロダクションに所属。青森県上北郡七戸町出身。現在は十和田市に在住。
青森県内では青森テレビへの出演が多いが、隣県のIBC岩手放送の番組にも時折出演している。

## 出演番組
特に記載のないものは「青森テレビ」の出演
- トーク笑・なまるが勝ち
- 青い森の快適住宅
- わっち!! - 特集「金曜ちゃんぽん」（VTR出演）
- 民謡まわり舞台（IBCラジオ）
- ひびけ三味線（IBCテレビ）
- GO!GO!らじ丸（RABラジオ、2014年9月29日～2016年3月28日、月曜のみ）
- 唄っこいいもの（RABラジオ、2016年4月2日～）